# منطقه حفاظت‌شده دنای شرقی
منطقهٔ حفاظت‌شدهٔ دنای شرقی یک منطقهٔ حفاظت‌شده با مساحت ۳۴۶۲۳ هکتار است که در استان کهگیلویه و بویراحمد در ایران قرار دارد. این منطقهٔ حفاظت‌شده طبق مصوبهٔ شمارهٔ ۶۷۶ در تاریخ ۱۳۸۰/۷/۲۵ در فهرست مناطق تحت حفاظت سازمان محیط زیست ایران قرار گرفت.
دریاچه کوه گل و چشمه میشی در نزدیکی شهر در سی‌سخت در منطقهٔ حفاظت‌شدهٔ دنای شرقی قرار دارند.

## نگارخانه

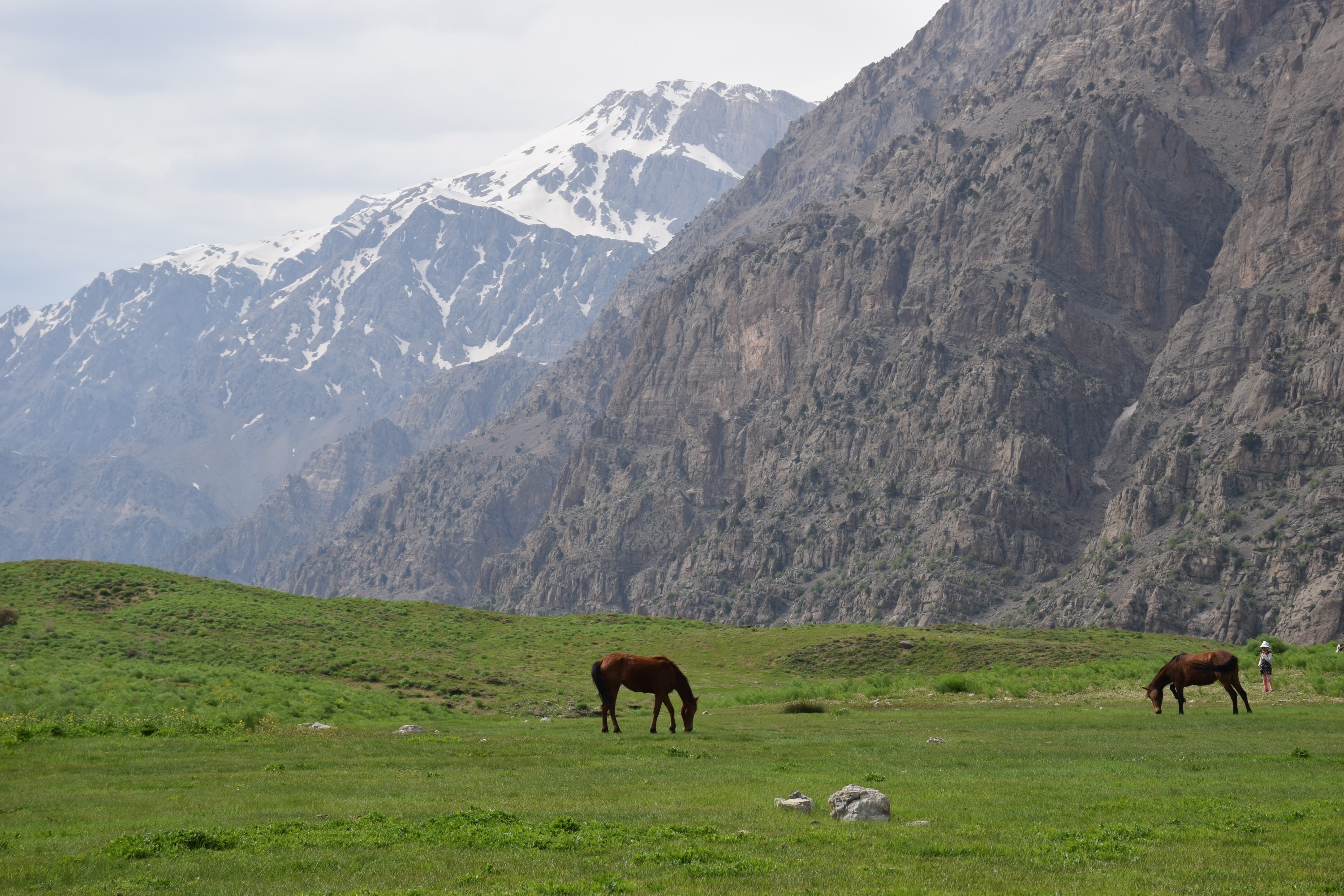
منطقهٔ حفاظت‌شدهٔ دنای شرقی
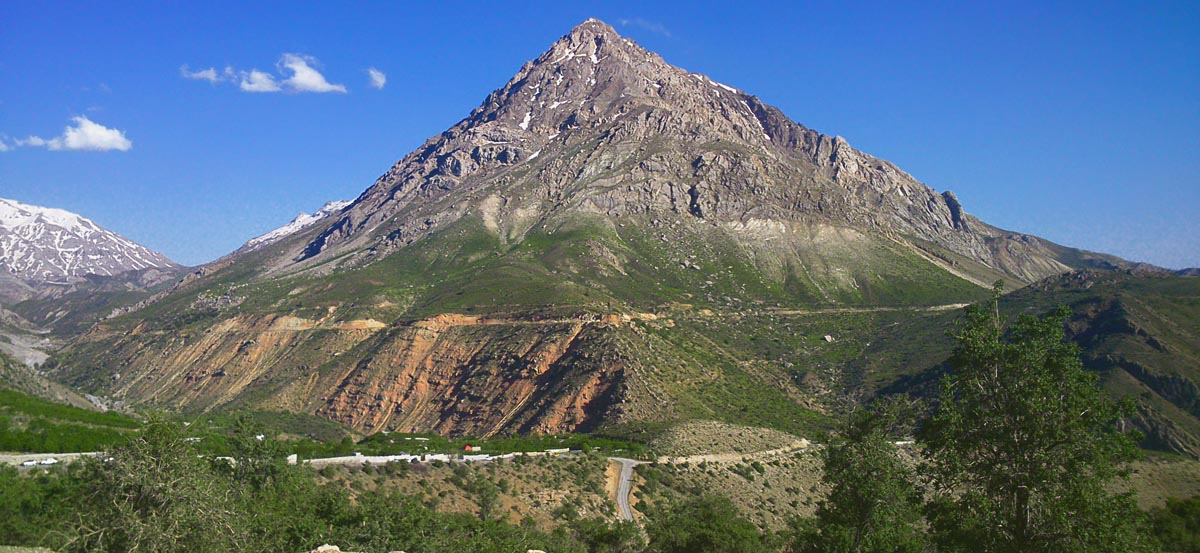
قلهٔ قلم، منطقهٔ حفاظت‌شدهٔ دنای شرقی
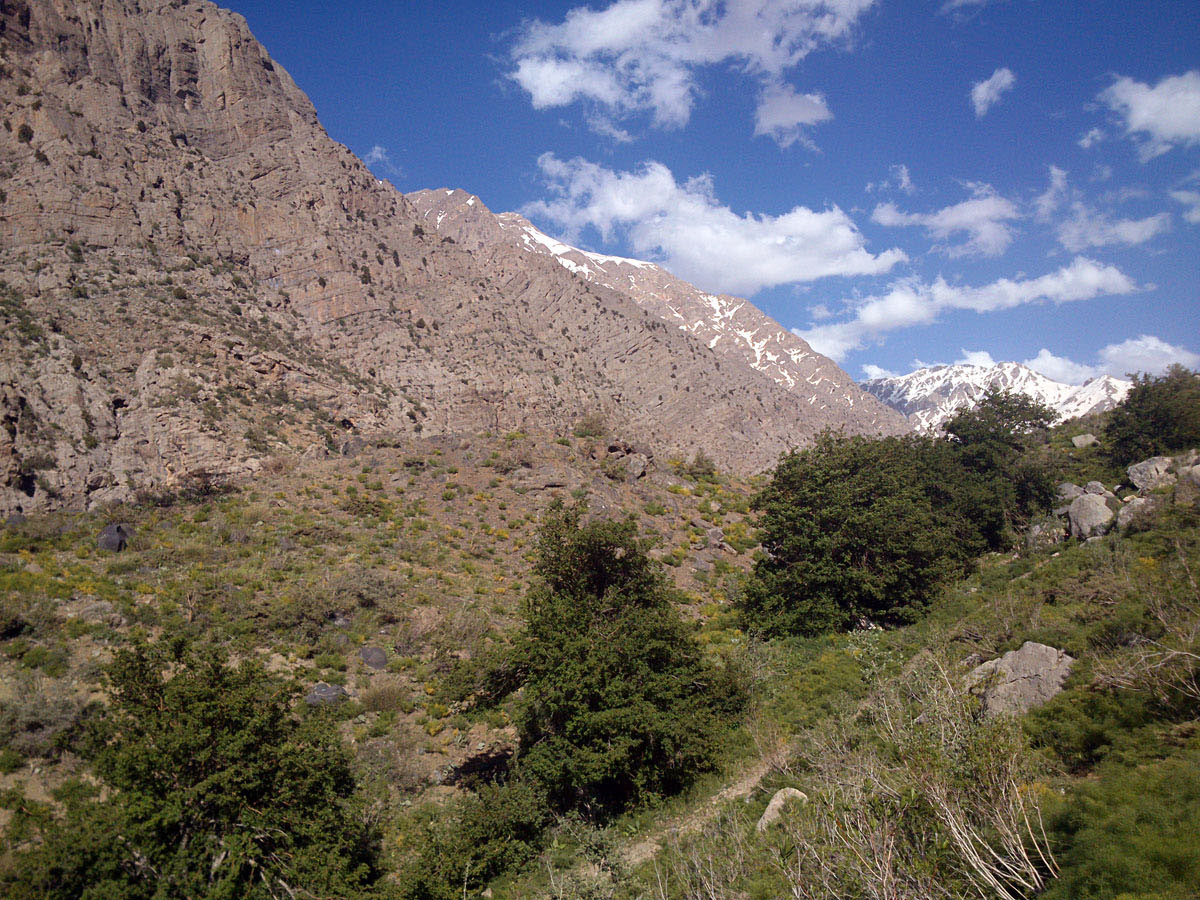
منطقهٔ حفاظت‌شدهٔ دنای شرقی، کوه گل
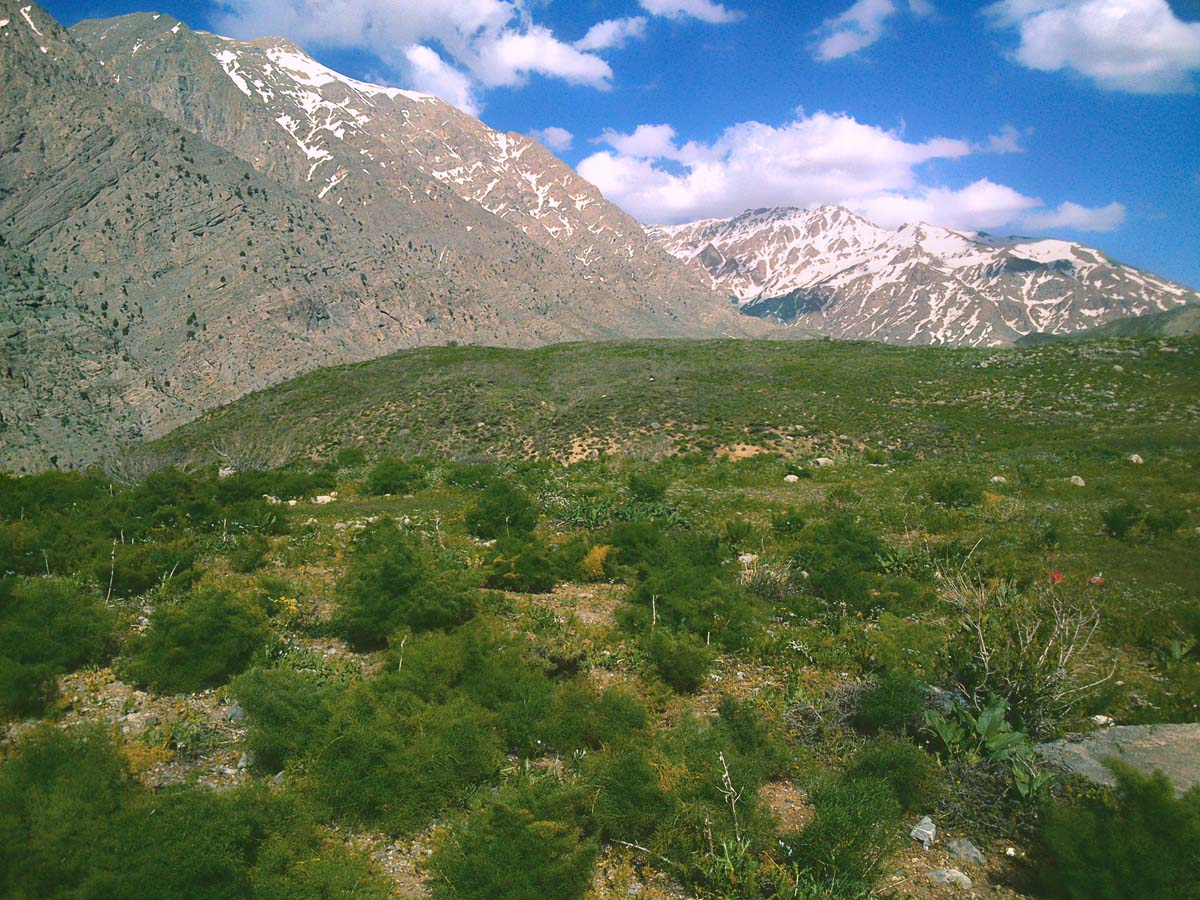
منطقهٔ حفاظت‌شدهٔ دنای شرقی، کوه گل